# Makadam

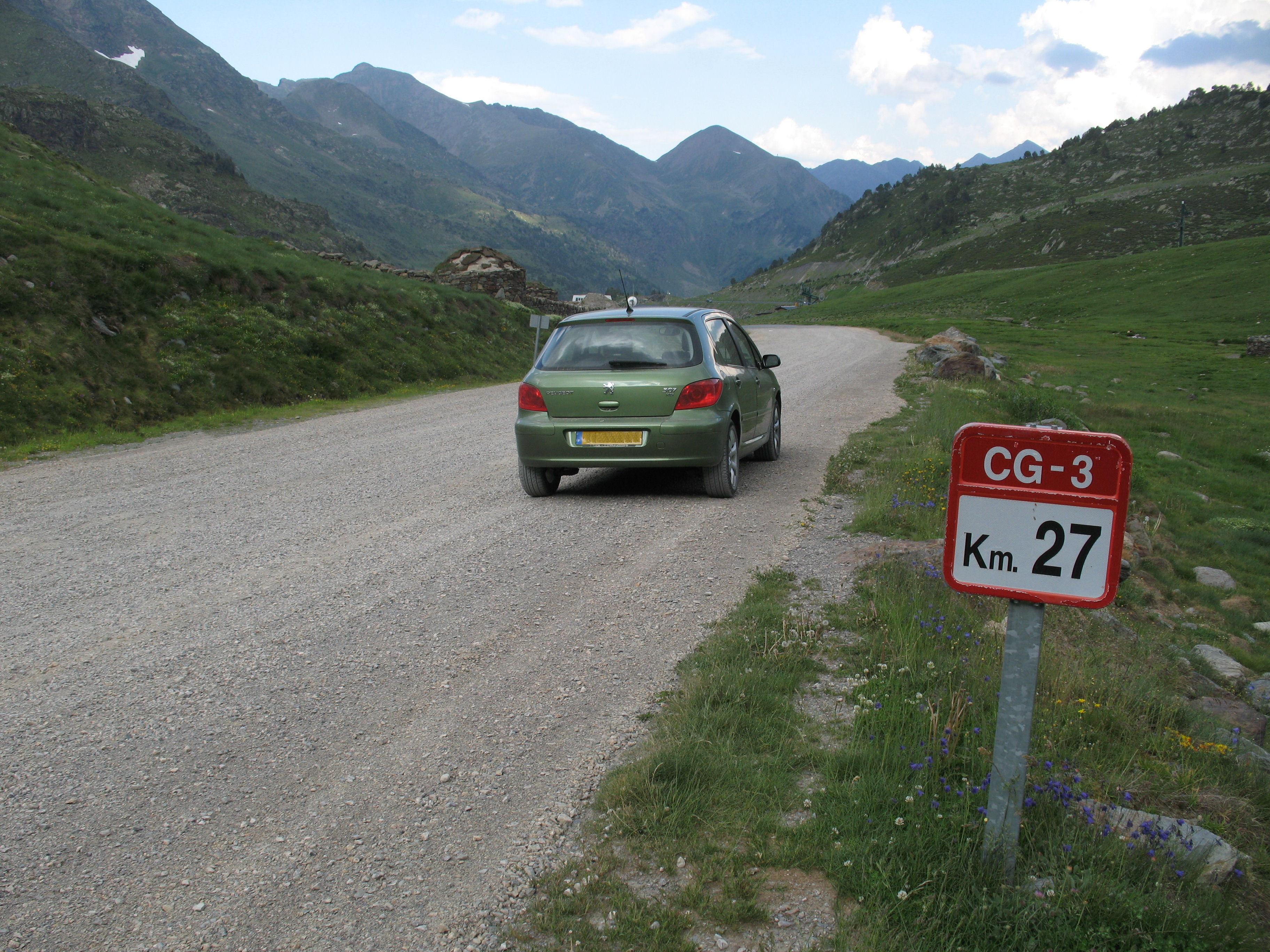
Silnice s makadamovým povrchem v Andoře

Makadam je konstrukční vrstva pozemních komunikací z hrubého drceného kameniva s výplní. Výplní může být jemné kamenivo, případně cementová směs. Název odkazuje na skotského stavebního inženýra Johna Loudona McAdama.
Makadamová konstrukce vozovky nahradila velmi pracnou konstrukci štětovanou. Makadamová konstrukce však vyžaduje dobré uválcování, kterého bylo možno dosáhnout až použitím těžkých parních válců.

## Význam termínu v Česku

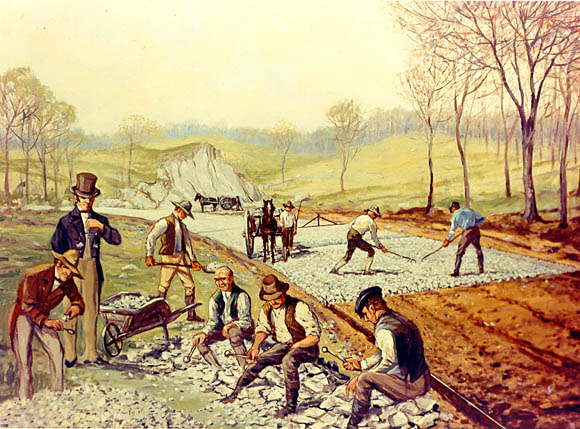
Historická výstavba makadamové vozovky
Carl Rakeman: Boonsborough Turnpike Road, Maryland, USA

### Cesty z kameniva
V Česku se povrchy cest z kameniva upravují zaválcováním lomových výsivek (to nejjemnější, co lze koupit v kamenolomu, v podstatě jde o kamenný prach) nebo velmi drobného kameniva, ale takové cesty se nenazývají makadamem. Říká se jim „komunikace z kameniva (se zakalením)“ nebo „štěrkové komunikace (se zakalením povrchu)“.

### Penetrační makadam
Makadamem je v Česku nazýván pouze penetrační makadam, což je konstrukce z hrubého kameniva prolitá silničním (tekutým) asfaltem (litým z cisteren nebo ze sudů). Tomu odpovídá anglický termín tar-bound macadam. Pokud je makadamová konstrukce vrchní, uzavírá se svrchu asfaltovými nátěry.
Dnes se penetrační makadam v Česku používá jen při výstavbě a opravách lesních a polních cest. Ve výstavbě silnic a ulic byl již nahrazen kvalitnějšími materiály, zejména asfaltovým betonem, slangově nazývaným „balená“.

### Laické rozpoznání penetračního makadamu
Laik však povrch z makadamu uzavřený asfaltovým nátěrem a povrch z asfaltového betonu běžně nerozliší, obojí je pro něj „asfaltka“. Z asfaltových nátěrů a zálivek v létě při vyšších teplotách vytékají kapky silničního asfaltu, z asfaltového betonu žádný asfalt nevytéká ani při 60 °C.